# Sirkka Karinkanta
Sirkka Karinkanta es una deportista finlandesa que compitió en tiro con arco, en la modalidad de arco recurvo. Ganó dos medallas de bronce en el Campeonato Europeo de Tiro con Arco en Sala de 1985, en las pruebas individual y de equipo.

## Palmarés internacional
| Campeonato Europeo en Sala | Campeonato Europeo en Sala | Campeonato Europeo en Sala | Campeonato Europeo en Sala |
| Año                        | Lugar                      | Medalla                    | Prueba                     |
| -------------------------- | -------------------------- | -------------------------- | -------------------------- |
| 1985                       | Odense (Dinamarca)         | Medalla de bronce          | Individual                 |
| 1985                       | Odense (Dinamarca)         | Medalla de bronce          | Equipo                     |